# Pedagaggi
Pedagaggi (u Casali o Pirajaci in siciliano) è una frazione di 1 011 abitanti di Carlentini, comune italiano del libero consorzio comunale di Siracusa in Sicilia.

## Storia
(Sebastiano Addamo, prefazione di Pedagaggi: genesi e sviluppo di un ex casale feudale di Giuseppe Pisasale)
Posta sul versante settentrionale dei Monti Iblei, nel punto in cui questi cominciano a declinare dolcemente verso la vasta piana di Catania, la «terra arabile» di cui parla Polibio nella descrizione che fa di Leontinoi, Pedagaggi nacque come casale feudale tra la fine del XII e l'inizio del XIII secolo.
Ancora oggi, infatti, gli abitanti della ridente frazione del comune di Carlentini chiamano per antica consuetudine il loro paese «Casale» .
Il primo documento in cui si trova traccia dell'esistenza del «casale» è del 23 luglio 1269. Esso è relativo a una controversia per questioni di pascolo sui territori «scapuli» dei casali di «Pidachi» e «Randachini». Si tratta di un accordo redatto dal notaio Vespasiano Lippo da Palermo e stipulato, in presenza dei rappresentanti del comune di Ferla, tra Perrucchio Lanza, barone di Ferla, e Damiano Rubeo (o Rosso) di Messina, barone di Xirume, presso Mineo.
L'accordo confermava il diritto dei cittadini di Ferla di far pascolare gratuitamente i propri animali (lo ius pascendi) sul territorio del feudo di Pedagaggi, che era passato appunto da Perrucchio Lanza a Damiano Rubeo. Diritto successivamente ratificato da un privilegio sovrano del 22 maggio 1273.
Prima del 1269 il feudo di Pedagaggi - che ritroviamo in territorio di Lentini solo a partire dal 1282 e fino al 1857 - dovette probabilmente appartenere, come Giarratana e Ferla, nel cui territorio era compreso, a Goffredo di Normandia, figlio di Ruggero I.
L'attuale toponimo, risultato di una graduale trasformazione che nel corso dei secoli ha visto il «casale» assumere diverse denominazioni sia pure molto simili fra loro: da «Pidachi» a «Pedagagii», da «Piedachi» a «Picdachi», «Pichadachi» e «Picadaci», appare per la prima volta in un rivelo del 1666 del barone Ingastone Bellacera.
Nel 1342, al tempo del re Ludovico, Pedagaggi ebbe una certa importanza economica, tanto che, in occasione della battaglia della piana di Milazzo contro gli angioini che volevano occupare la Sicilia, Ludovico chiese ad Andrea Rubeo, barone di Pedagaggi, Randachino e Xirume, quattro cavalieri armati e dodici once.
Solo nel 1857 feudo e casale di Pedagaggi vennero annessi al territorio del comune di Carlentini.
Il feudo si estinse nel 1889, quando il tribunale di Siracusa sottrasse tutta la proprietà, per gli ingenti debiti contratti, al principe Mario Paternò Castello, duca di Carcaci.
Oggi la frazione del comune di Carlentini conta circa 1.000 abitanti. 

## Monumenti e luoghi d'interesse

Chiesa di Maria Santissima della Stella

### Siti archeologici

#### Sorgente Paradiso
A est di Pedagaggi, a circa due chilometri dall'abitato, si trova contrada Fontana Paradiso, il cui toponimo rimanda all'esistenza di una ricca sorgente, la sorgente Paradiso appunto, che in passato favorì certamente lo stanziamento dell'uomo, attratto probabilmente, oltre che dall'acqua, anche dalla presenza di una fitta boscaglia e di un'abbondante selvaggina.
La presenza dell'uomo in quell'area è testimoniata dalle numerose grotticelle artificiali preistoriche realizzate lungo i fianchi della profonda cava scavata nel corso dei secoli dal torrente Gelso, alimentato dalla sorgente Paradiso.
Due le grotte archeologicamente più rilevanti visitate a metà degli anni Sessanta da Luigi Bernabò Brea. Nella prima, un riparo sotto roccia, furono rinvenuti e raccolti diversi utensili di pietra riconducibili al Paleolitico superiore. Gli oggetti litici scoperti appartengono, nello specifico, alla fase iniziale del cosiddetto Epigravettiano finale, tra 14.000 e 12.000 anni fa.
Nella seconda grotta, conosciuta come «Grotta del fico», l'indagine dell'illustre archeologo ligure consentì di accertare la presenza di ossa umane e di numerosi frammenti di ceramica appartenenti allo stile di Diana del Neolitico superiore, agli stili del Conzo e di Malpasso dell'Eneolitico, e allo stile di Castelluccio dell'Età del Bronzo antico.

#### Pezza Grande
Certamente abitato ininterrottamente per oltre un millennio, il sito di Pezza Grande, una delle due località di rilevante interesse archeologico segnalate dal prof. Luigi Bernabò Brea, si trova a nord-est di Pedagaggi, a circa un chilometro dal centro abitato, ai margini della strada provinciale per Carlentini.
Si tratta di un'area di circa quattro ettari, una striscia profonda un centinaio di metri e larga circa quattrocento, che corre parallelamente alla strada provinciale, nella quale l'allora Soprintendente per la Sicilia Orientale segnalò la presenza di una straordinaria quantità di frammenti preistorici, di ceramica greca riconducibile al periodo tra la fine del VI e il II secolo, infine di ceramica romana e bizantina.
Ritrovamenti che confermano l'esistenza di un centro abitato, formatosi molto probabilmente sul finire del VI secolo avanti Cristo, quindi in epoca greca, sviluppatosi soprattutto in età romana ed esistito fino al periodo medioevale.
Brea, non senza qualche dubbio, avanzò l'ipotesi che quello di Pezza Grande potesse essere considerato come il sito dell'antica Stiela, importante città della megaride di cui si hanno alcune monete risalenti al V secolo avanti Cristo.
Indicata da Stefano Bizantino, storico greco vissuto nel V secolo dopo Cristo, come «froùrion tes en Sikelìa Megarìdos», la città di Stiela, secondo la suggestiva ipotesi dello studioso ligure, dallo stesso però messa in discussione, potrebbe essere collocata a Pezza Grande essenzialmente per ragioni di carattere topografico, ovvero per la vicinanza del sito con Pantalica, sede del re Hyblon, il quale concesse una porzione del proprio territorio ai megaresi perché vi potessero fondare la loro colonia.
Ipotesi rispetto alla quale, come detto, lo stesso Bernabò Brea manifestava non poche perplessità, non avendo, il sito di Pezza Grande, le caratteristiche di un «froùrion», vale a dire di un abitato fortificato, rispondente a esigenze militari e posto su un'altura inaccessibile da tutti i lati, ma piuttosto quelle di un insediamento sorto per lo sfruttamento agricolo e pastorale dell'area. Inoltre, per la sua posizione geografica, l'abitato di Pezza Grande rientrerebbe nella sfera d'influenza di Leontinoi, più che della città di Megara Hyblea.
Contrada Pezza Grande, in definitiva, secondo un'ipotesi formulata da Massimo Frasca, che andrebbe però approfondita, potrebbe essere stata il sito dell'antico «casale» di cui, per la prima volta, si ha notizia scritta in un documento del 1269.

#### Contrada Cugni
Contrada Cugni si trova ad alcune centinaia di metri dal sito di Pezza Grande.
Su un pianoro roccioso che si affaccia sullo strapiombo mozzafiato di cava Cugni, emergono dal terreno resti di muri e di costruzioni in pietra lavica a forma circolare, probabilmente residui di cisterne o fornaci. I frammenti di ceramica o i tegolini striati rinvenuti tra i ruderi di quelli che un tempo dovevano senza dubbio essere ambienti costruiti suggeriscono una datazione medievale.
Si tratterebbe, secondo un'ipotesi avanzata da Massimo Frasca, di un insieme di ambienti pertinenti a una più grande costruzione, forse un edificio fortificato, un palazzo o un castello baronale, edificato in posizione isolata e strategica, su un pianoro elevato dal quale era possibile controllare il feudo e la via di accesso ai Monti iblei.

### Aree naturali
Il territorio di Pedagaggi è ricchissimo di sorgenti naturali. Posta lungo la strada provinciale 32 per Carlentini, a poche centinaia di metri dall'abitato della frazione, la sorgente Favarotta è un sito di pregevole interesse naturalistico, la cui riqualificazione è stata per anni auspicata dagli abitanti del piccolo centro montano. La caratteristica principale e di maggiore attrazione del sito è lo sgorgare perenne delle acque dal sottosuolo in un'area dalla ricca vegetazione.
L'intervento di riqualificazione di recente effettuato dalla Provincia Regionale di Siracusa ha riguardato la sistemazione dell'area ai fini della fruizione turistica con la realizzazione di un parcheggio e l'allestimento della segnaletica. Il sito è stato interamente recintato con i caratteristici muri a secco, mentre la sorgente vera e propria è stata delimitata da argini in pietra bianca di Comiso.

## Economia
L'economia si basa principalmente sull'agrumicoltura, ma da alcuni anni si guarda con estremo interesse all'utilizzo delle risorse paesaggistiche, archeologiche ed eno-gastronomiche.

## Cultura

### Eventi
- Festa di Maria Santissima della Stella, celebrata il 15 agosto.
- Rassegna agro alimentare "Sagra della Mostarda di fichidindia" seconda settimana di ottobre.
- Festa di San Giuseppe

## Geografia antropica
Nella frazione Pedagaggi è istituito un Consiglio di Circoscrizione.